# Крусадо, Ринальдо
Па́уло Рина́льдо Круса́до Дура́нд (исп. Paulo Rinaldo Cruzado Durand; род. 21 сентября 1984[…], Лима) — перуанский футболист, опорный полузащитник клуба «Универсидад Сан-Мартин». Выступал в сборной Перу. Бронзовый призёр Кубка Америки 2011 года. Трёхкратный чемпион Перу и чемпион Ирана.

## Карьера

### Клубная
Ринальдо Крусадо является воспитанником клуба «Альянса Лима». В 2002 году он перешёл в основной состав команды, и уже в следующем году он в первый раз стал чемпионом Перу. В 2004 году Крусадо ставший основным игроком команды вновь стал чемпионом. Через два года он в третий раз стал чемпионом, а по окончании чемпионата его купил швейцарский «Грассхоппер», заплативший за 22-летнего полузащитника 750 тысяч евро.
В новом клубе Крусадо, получивший 16-й номер, дебютировал 10 февраля 2007 года в матче 19-го тура чемпионата Швейцарии с «Цюрихом». Всего за остаток чемпионата Крусадо сыграл ещё в четырёх матчах. В следующем сезоне, ставшим для перуанца единственным полноценным в Швейцарии, Крусадо сыграл в 26-и матчах и забил 2 гола, но «Грассхоппер» завершил сезон только на четвёртом месте, которое позволило клубу попасть только в Кубок Интертото. В начале следующего сезона Крусадо провёл за «Грассхопперс» 1 матч в чемпионате и 2 матча в Кубке Интертото, но в августе он покинул клуб и вернулся обратно в Перу чтобы выступать за «Спортинг Кристал»
В новом клубе Ринальдо отыграл только концовку чемпионата 2008 года, а уже в начале 2009 года его приобрёл тегеранский клуб «Эстегляль». До конца чемпионата 2008/09 Крусадо сыграл только 1 матч в чемпионате Ирана, что не помешало ему стать чемпионом страны. В следующем сезоне Крусадо принял участие в 17-и матчах чемпионата и забил 1 гол, также он провёл 2 матча в Лиге чемпионов АФК. В том сезоне «Эстегляль» занял третье место в чемпионате, а в середине года Крусадо вновь вернулся на родину и стал выступать за клуб «Хуан Аурич».
За новый клуб Крусадо отыграл ровно год, а уже летом 2011 года его купил «Кьево». С итальянским клубом Крусадо, получивший 8-й номер, подписал трёхлетний контракт.

### В сборной
В сборной Перу Ринальдо Крусадо дебютировал 27 августа 2003 года в товарищеском матче со сборной Гватемалы, завершившимся нулевой ничьей. Крусадо вышел на поле на 60-й минуте матча.
В следующие два года Крусадо не вызывался в сборную и свой второй матч провёл только 10 мая 2006 года. Это был товарищеский матч со сборной Тринидада и Тобаго, завершившимся ничьей со счётом 1:1. Крусадо провёл на поле все 90 минут и даже получил жёлтую карточку.
В 2007 году Крусадо вновь не вызывался в сборную, а в 2008 году провёл три матча, включая отборочный матч чемпионата мира 2010 года с Уругваем, который завершился разгромным поражением сборной Перу со счётом 0:6.
В 2011 году Крусадо попал в заявку сборной на Кубок Америки, который сборная Перу закончила на третьем месте. Крусадо сыграл на турнире в пяти матчах, пропустив только последний матч группового этапа со сборной Чили.
Всего за сборную Перу Ринальдо Крусадо сыграл 23 матча, в которых забил 1 гол.

## Достижения
Сборная Перу
- Бронзовый призёр Кубка Америки: 2011

«Альянса Лима»
- Чемпион Перу (3): 2003, 2004, 2006

«Эстегляль»
- Чемпион Ирана: 2008/09
- Бронзовый призёр чемпионата Ирана: 2009/10

## Клубная статистика
| Сезон   | Чемпионат Швейцарии | Чемпионат Швейцарии | Кубок Швейцарии | Кубок Швейцарии | Кубок Интертото | Кубок Интертото | Итого | Итого |
| Сезон   | Игры                | Голы                | Игры            | Голы            | Игры            | Голы            | Игры  | Голы  |
| ------- | ------------------- | ------------------- | --------------- | --------------- | --------------- | --------------- | ----- | ----- |
| 2006/07 | 5                   | 0                   | 0               | 0               | 0               | 0               | 5     | 0     |
| 2007/08 | 26                  | 2                   | 3               | 0               | 0               | 0               | 29    | 2     |
| 2008/09 | 1                   | 0                   | 0               | 0               | 2               | 0               | 3     | 0     |
| Итого   | 32                  | 2                   | 3               | 0               | 2               | 0               | 37    | 2     |

| Сезон   | Чемпионат Ирана | Чемпионат Ирана | Кубок Ирана | Кубок Ирана | Лига чемпионов АФК | Лига чемпионов АФК | Итого | Итого |
| Сезон   | Игры            | Голы            | Игры        | Голы        | Игры               | Голы               | Игры  | Голы  |
| ------- | --------------- | --------------- | ----------- | ----------- | ------------------ | ------------------ | ----- | ----- |
| 2008/09 | 1               | 0               | 0           | 0           | 0                  | 0                  | 1     | 0     |
| 2009/10 | 17              | 1               | 1           | 1           | 2                  | 0                  | 20    | 2     |
| Итого   | 18              | 1               | 1           | 1           | 2                  | 0                  | 21    | 2     |

## Статистика в сборной
| №  | Дата            | Место проведения | Соперник          | Счёт | Голы | Турнир                    |
| 1  | 27 августа 2003 | Лима             | Гватемала         | 0:0  | -    | Товарищеский матч         |
| 2  | 10 мая 2006     | Порт-оф-Спейн    | Тринидад и Тобаго | 1:1  | -    | Товарищеский матч         |
| 3  | 17 августа 2006 | Лима             | Панама            | 0:2  | -    | Товарищеский матч         |
| 4  | 6 сентября 2006 | Ист-Ратерфорд    | Эквадор           | 1:1  | -    | Товарищеский матч         |
| 5  | 7 октября 2006  | Винья-дель-Мар   | Чили              | 2:3  | -    | Тихоокеанский Кубок       |
| 6  | 11 октября 2006 | Такна            | Чили              | 0:1  | -    | Тихоокеанский Кубок       |
| 7  | 15 ноября 2006  | Кингстон         | Ямайка            | 1:1  | -    | Товарищеский матч         |
| 8  | 19 ноября 2006  | Панама           | Панама            | 2:1  | -    | Товарищеский матч         |
| 9  | 31 мая 2008     | Уэльва           | Испания           | 1:2  | -    | Товарищеский матч         |
| 10 | 8 июня 2008     | Чикаго           | Мексика           | 0:4  | -    | Товарищеский матч         |
| 11 | 17 июня 2008    | Монтевидео       | Уругвай           | 0:6  | -    | Отборочный матч к ЧМ 2010 |
| 12 | 17 ноября 2010  | Богота           | Колумбия          | 1:1  | -    | Товарищеский матч         |
| 13 | 8 февраля 2011  | Мокегуа          | Панама            | 1:0  | -    | Товарищеский матч         |
| 14 | 29 марта 2011   | Гаага            | Эквадор           | 0:0  | -    | Товарищеский матч         |
| 15 | 1 июня 2011     | Ниигата          | Япония            | 0:0  | -    | Кубок Кирин               |
| 16 | 4 июня 2011     | Мацумото         | Чехия             | 0:0  | -    | Кубок Кирин               |
| 17 | 28 июня 2011    | Лима             | Сенегал           | 1:0  | -    | Товарищеский матч         |
| 18 | 4 июля 2011     | Сан-Хуан         | Уругвай           | 1:1  | -    | Кубок Америки 2011        |
| 19 | 8 июля 2011     | Мендоса          | Мексика           | 1:0  | -    | Кубок Америки 2011        |
| 20 | 16 июля 2011    | Кордова          | Колумбия          | 2:0  | -    | Кубок Америки 2011        |
| 21 | 19 июля 2011    | Ла-Плата         | Уругвай           | 0:2  | -    | Кубок Америки 2011        |
| 22 | 23 июля 2011    | Ла-Плата         | Венесуэла         | 4:1  | -    | Кубок Америки 2011        |
| 23 | 2 сентября 2011 | Лима             | Боливия           | 2:2  | 1    | Товарищеский матч         |

Итого: 23 матча / 1 гол; 9 побед, 11 ничьих, 16 поражений.
| Год   | Матчи Кубка Америки | Матчи Кубка Америки | Отборочные матчи ЧМ | Отборочные матчи ЧМ | Товарищеские матчи | Товарищеские матчи | Итого | Итого |
| Год   | Игры                | Голы                | Игры                | Голы                | Игры               | Голы               | Игры  | Голы  |
| ----- | ------------------- | ------------------- | ------------------- | ------------------- | ------------------ | ------------------ | ----- | ----- |
| 2003  | 0                   | 0                   | 0                   | 0                   | 1                  | 0                  | 1     | 0     |
| 2004  | 0                   | 0                   | 0                   | 0                   | 0                  | 0                  | 0     | 0     |
| 2005  | 0                   | 0                   | 0                   | 0                   | 0                  | 0                  | 0     | 0     |
| 2006  | 0                   | 0                   | 0                   | 0                   | 7                  | 0                  | 7     | 0     |
| 2007  | 0                   | 0                   | 0                   | 0                   | 0                  | 0                  | 0     | 0     |
| 2008  | 0                   | 0                   | 1                   | 0                   | 2                  | 0                  | 3     | 0     |
| 2009  | 0                   | 0                   | 0                   | 0                   | 0                  | 0                  | 0     | 0     |
| 2010  | 0                   | 0                   | 0                   | 0                   | 1                  | 0                  | 1     | 0     |
| 2011  | 5                   | 0                   | 0                   | 0                   | 6                  | 1                  | 11    | 1     |
| Итого | 5                   | 0                   | 1                   | 0                   | 17                 | 1                  | 23    | 1     |